# Jujutsu Kaisen 0 – Technikum Jujutsu w Tokio
Jujutsu Kaisen 0 – Technikum Jujutsu w Tokio (jap. 呪術廻戦 0 東京都立呪術高等専門学校 Jujutsu kaisen 0: Tōkyō toritsu jujutsu kōtō senmon gakkō) – shōnen-manga autorstwa Gege Akutami, będąca prequelem serii Jujutsu Kaisen. Manga ta składa się z czterech rozdziałów, które ukazywały się w magazynie „Jump GIGA” wydawnictwa Shūeisha od 28 kwietnia do 28 lipca 2017, a następnie skompilowane do tankōbonu, który ukazał się w sprzedaży 4 grudnia 2018.
Polska wersja językowa mangi została zapowiedziana 29 stycznia 2021, natomiast jej premiera odbyła się 7 września i została wydana nakładem wydawnictwa Waneko.
Na podstawie mangi powstał film pełnometrażowy, produkowany przez studio animacyjne MAPPA, którego premiera odbyła się 24 grudnia 2021. 

## Adaptacja filmowa
26 marca 2021, bezpośrednio po emisji ostatniego, 24. odcinka anime Jujutsu kaisen poinformowano, że zerowy tom mangi zostanie zekranizowany w formie filmu pełnometrażowego, którego premiera zaplanowana została na zimę 2021 roku, lecz 13 czerwca produkcja ogłosiła, że film zadebiutuje w japońskich kinach dokładnie 24 grudnia. 13 grudnia poinformowano, że film trwać będzie 105 minut.
24 marca 2022 podano do wiadomości, że film zadebiutuje w polskich kinach 20 maja pod tytułem Jujutsu Kaisen 0: The Movie.

## Powieść
14 listopada 2021 podano do wiadomości, że w oparciu o film powstaje powieść autorstwa Ballada Kitaguniego we współpracy ze scenarzystką Hiroshi Geko. Premiera powieści miała miejsce 24 grudnia, jednocześnie z premierą filmu.

## Odbiór

### Sprzedaż
W ciągu pierwszego tygodnia od premiery wersji tankōbon sprzedano 70 774 egzemplarzy, natomiast przez pierwszą połowę 2021 roku (w okresie od 23 listopada 2020 do 23 maja 2021) sprzedano 1,6 miliona egzemplarzy. W listopadzie liczba ta wyniosła 1,9 miliona.

### Opinie i krytyka
Francuski portal Manga News pochwalił mangę za koncentrację, jaką poświęcono tragicznemu romansowi Yūty, a także ich głębokiej więzi przedstawionej w prequelu i wyraził nadzieję, że może powrócić w Jujutsu Kaisen, jako wspierający Yūjiego. Ponieważ jest to prequel niezależny od lepiej znanego Jujutsu Kaisen, portal Manga News uznał, że historia doszła do właściwego zakończenia. Erik Kozura z portalu Comic Book Resources był zadowolony z radzenia sobie z klątwą Yūty i jego związkiem z antagonistycznym bohaterem, Suguru Getō. Z kolei portal Boston Bartand Brigade wyraził, że Yūta jest bardziej atrakcyjną postacią niż Yūji ze względu na jego tragiczną historię, w szczególności jego związek z nieżyjącą Riką, która kontrastowała z demonem Yūjiego, Sukuną. W rezultacie recenzent ma nadzieję, że Yūta powróci do głównej mangi Jujutsu Kaisen. Briana Lawrence z The Mary Sue dostrzegła podobieństwa między protagonistami, ponieważ obaj radzą sobie z klątwą, której próbują się pozbyć, chociaż wzrost Yūty sprawia, że jest atrakcyjny, ponieważ przestaje chcieć umrzeć, równocześnie doceniając swoje życie. Fakt, że Yūta rzucił klątwę na Rikę, co według recenzentki był mocnym zwrotem akcji. W rezultacie, podczas gdy Yūta staje się bardziej sympatyczny dzięki Jujutsu Kaisen 0. Adi Tantimedh pisząc dla Bleeding Cool, uznał za jedną z pięciu polecanych mang na Walentynki. Jacob Parker-Dalton z Otaquest polubił tę mangę, faworyzując „przekonującego” Yūtę nad Yūjim ze względu na odrębną charakterystykę i rolę tego pierwszego, ale ubolewał nad zdegradowanymi rolami, jakie miały postacie drugoplanowe.
Według portalu Comic Book Resources, ilustracje do mangi zostały bardzo dobrze wykonane, aby przedstawiały emocje postaci i mroczne elementy. Serwisowi Boston Bartand Brigade spodobała się grafika, głównie ze względu na sceny walki opisane przez Gege Akutamiego. Z kolei Otaquest zadowolony był z opisanych walk w mandze, jednak niektóre techniki opracowane przez postacie były zbyt przesadzone.